# Eli Walker
Eli Walker (* 1970) ist ein US-amerikanischer Biathlet.
Eli Walker gehört zur erweiterten Spitze des US-Biathlons. Er startet für den Saratoga Biathlon Club. Beim Biathlon-NorAm-Cup 2007/08 konnte er sich noch nicht unter den besten Platzieren, wurde in der Gesamtwertung aber 14., in der Folgesaison 26. Die Nordamerikameisterschaften 2009 in Valcartier brachten die Ränge 25 im Einzel, 27 im Sprint und mit Marty Smith und Carolyn Bramante als US-Mixedstaffel 6 Zehnter. In der Saison 2009/10 des Biathlon-NorAm-Cup erreichte er in einem Verfolgungsrennen in La Patrie erstmals mit einem zweiten Rang hinter Jon Skinstad das Podium. In der Gesamtwertung kam er auf den 13. Platz. Noch erfolgreicher verlief für Walker die Saison 2010/11. In Jericho kam er hinter Jason Hettenbaugh und Marty Maynard in einem Sprint und einem Verfolger auf den Dritten, in La Patrie hinter Alain Guimont auf den zweiten Platz.